# Athanasios Athonitis

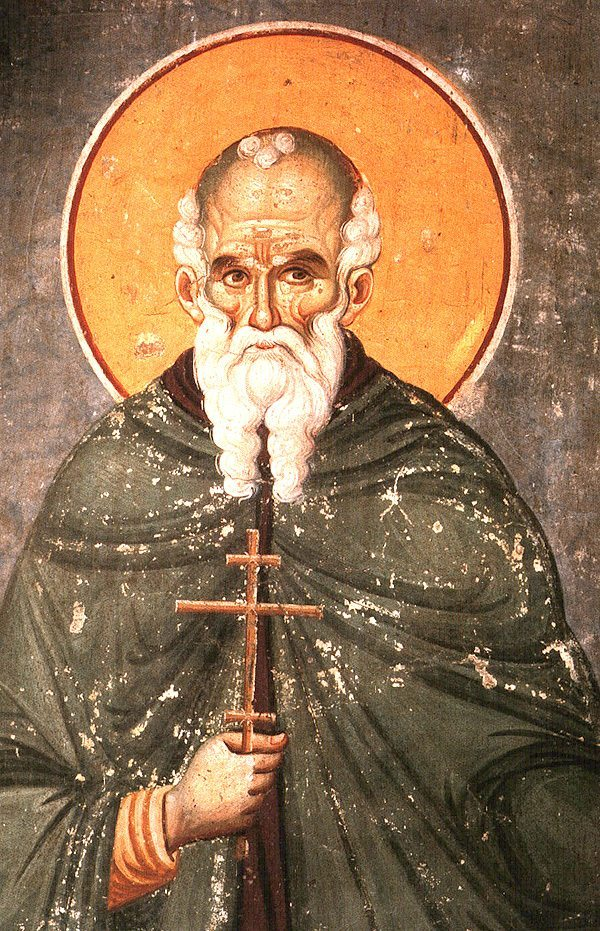
Russische Ikone mit dem Bildnis des Athanasios Athonitis (nicht zeitgenössisch)

Athanasios Athonites, auch Athanasios der Athonit (griechisch: Ἀθανάσιος ὁ Ἀθωνίτης * zwischen 925 und 930 in Trapezunt (Trabzon); † 5. Juli um 1000 auf dem Athos) war ein byzantinischer Mönch, der das Kloster Megisti Lavra auf dem Berg Athos gründete.
Sein Taufname war Abraham. Nach dem Tod seiner Eltern studierte er in Konstantinopel. Unter dem Einfluss von Michael Maleïnos wurde er Mönch im Kloster auf dem Berg Kyminas in Bithynien. 962/963 gründete er mit Unterstützung des byzantinischen Kaisers Nikephoros II. Phokas auf dem Berg Athos das erste große Kloster und brach somit mit den eremitischen Traditionen.
Um 965 wurde das Regelwerk schriftlich aufgezeichnet (Typikon, Diatyposis, Hypotyposis), in dem neben Theodoros Studites auch die Regula Benedicti Berücksichtigung fand. Den Abschluss der von ihm eingeleiteten weiträumigen Baumaßnahmen erlebte er nicht mehr, er verunglückte tödlich bei Bauarbeiten zur Erweiterung des Kirchengebäudes.

## Bibliographie
- The Oxford Dictionary of Byzantium I, 1991, S. 219
- K. S. Frank: Athanasios Athonites. In: Lexikon des Mittelalters (LexMA). Band 1. Artemis & Winkler, München/Zürich 1980, ISBN 3-7608-8901-8, Sp. 1161 f.
- Hans-Georg Beck: Kirche und theologische Literatur im byzantinischen Reich. (Byzantinisches Handbuch II.1 [HdAW XII.2.1]), München 1959, S. 588f. zu den Regeln
- Friedrich Wilhelm Bautz: Athanasios Athonites. In: Biographisch-Bibliographisches Kirchenlexikon (BBKL). Band 1, Bautz, Hamm 1975. 2., unveränderte Auflage. Hamm 1990, ISBN 3-88309-013-1, Sp. 259 (Artikel/Artikelanfang im Internet-Archive).